# Ле Кватро Страде (Фиренца)
Ле Кватро Страде је насеље у Италији у округу Фиренца, региону Тоскана.
Према процени из 2011. у насељу је живело 76 становника. Насеље се налази на надморској висини од 315 м.